# رد دير (ألبرتا)

مقاطعة البرتا

رد دير (بالإنجليزية: Red Deer)‏ بلدة كندية في مقاطعة ألبرتا.

## جغرافيتها
تبلغ مساحتها 69.23 كلم2 وعدد سكانها بحسب إحصائية سنة 2006 حوالي 82,772 نسمة بكثافة 1,196 نسمة/كلم2. وإحداثياتها هي 52.26819°N 113.8111°W.

## المناخ
يظهر الجدول التالي التغييرات المناخية على مدار السنة لرد دير:
| البيانات المناخية لـرد دير                                                  | البيانات المناخية لـرد دير | البيانات المناخية لـرد دير | البيانات المناخية لـرد دير | البيانات المناخية لـرد دير | البيانات المناخية لـرد دير | البيانات المناخية لـرد دير | البيانات المناخية لـرد دير | البيانات المناخية لـرد دير | البيانات المناخية لـرد دير | البيانات المناخية لـرد دير | البيانات المناخية لـرد دير | البيانات المناخية لـرد دير | البيانات المناخية لـرد دير |
| الشهر                                                                       | يناير                      | فبراير                     | مارس                       | أبريل                      | مايو                       | يونيو                      | يوليو                      | أغسطس                      | سبتمبر                     | أكتوبر                     | نوفمبر                     | ديسمبر                     | المعدل السنوي              |
| --------------------------------------------------------------------------- | -------------------------- | -------------------------- | -------------------------- | -------------------------- | -------------------------- | -------------------------- | -------------------------- | -------------------------- | -------------------------- | -------------------------- | -------------------------- | -------------------------- | -------------------------- |
| الدرجة القصوى قرينة الرطوبة                                                 | 10.5                       | 17.3                       | 24.8                       | 28.2                       | 37.0                       | 35.0                       | 38.5                       | 37.1                       | 34.2                       | 27.8                       | 21.7                       | 14.8                       | 38.5                       |
| الدرجة القصوى °م (°ف)                                                       | 14.5 (58.1)                | 18.0 (64.4)                | 24.8 (76.6)                | 32.8 (91.0)                | 33.3 (91.9)                | 37.2 (99.0)                | 37.2 (99.0)                | 36.1 (97.0)                | 35.0 (95.0)                | 29.4 (84.9)                | 22.8 (73.0)                | 16.5 (61.7)                | 37.2 (99.0)                |
| متوسط درجة الحرارة الكبرى °م (°ف)                                           | −4.5 (23.9)                | −1.7 (28.9)                | 2.9 (37.2)                 | 11.3 (52.3)                | 16.8 (62.2)                | 20.5 (68.9)                | 23.1 (73.6)                | 22.5 (72.5)                | 17.3 (63.1)                | 11.2 (52.2)                | 1.3 (34.3)                 | −3.2 (26.2)                | 9.8 (49.6)                 |
| المتوسط اليومي °م (°ف)                                                      | −10.2 (13.6)               | −7.7 (18.1)                | −2.9 (26.8)                | 4.8 (40.6)                 | 10.3 (50.5)                | 14.5 (58.1)                | 16.8 (62.2)                | 15.9 (60.6)                | 10.8 (51.4)                | 5.0 (41.0)                 | −3.8 (25.2)                | −8.5 (16.7)                | 3.7 (38.7)                 |
| متوسط درجة الحرارة الصغرى °م (°ف)                                           | −16.0 (3.2)                | −13.7 (7.3)                | −8.7 (16.3)                | −1.7 (28.9)                | 3.7 (38.7)                 | 8.4 (47.1)                 | 10.5 (50.9)                | 9.2 (48.6)                 | 4.3 (39.7)                 | −1.3 (29.7)                | −8.8 (16.2)                | −13.8 (7.2)                | −2.3 (27.9)                |
| أدنى درجة حرارة °م (°ف)                                                     | −46.7 (−52.1)              | −44.4 (−47.9)              | −40.6 (−41.1)              | −31.7 (−25.1)              | −12.8 (9.0)                | −6.1 (21.0)                | −1.1 (30.0)                | −5.6 (21.9)                | −12.8 (9.0)                | −26.1 (−15.0)              | −37.2 (−35.0)              | −50.6 (−59.1)              | −50.6 (−59.1)              |
| أدنى درجة حرارة تبريد الرياح                                                | −60.0                      | −54.0                      | −50.0                      | −39.0                      | −21.0                      | −7.0                       | 0.0                        | −5.0                       | −14.0                      | −38.0                      | −49.0                      | −57.0                      | −60.0                      |
| الهطول مم (إنش)                                                             | 22.2 (0.87)                | 13.1 (0.52)                | 21.2 (0.83)                | 21.5 (0.85)                | 55.8 (2.20)                | 89.3 (3.52)                | 96.6 (3.80)                | 63.1 (2.48)                | 51.1 (2.01)                | 20.7 (0.81)                | 17.7 (0.70)                | 14.1 (0.56)                | 486.3 (19.15)              |
| معدل هطول الأمطار مم (إنش)                                                  | 0.1 (0.00)                 | 0.2 (0.01)                 | 0.8 (0.03)                 | 12.9 (0.51)                | 51.9 (2.04)                | 89.3 (3.52)                | 96.6 (3.80)                | 63.1 (2.48)                | 48.7 (1.92)                | 14.6 (0.57)                | 1.8 (0.07)                 | 0.4 (0.02)                 | 380.4 (14.98)              |
| متوسط تساقط الثلوج سم (إنش)                                                 | 22.1 (8.7)                 | 12.9 (5.1)                 | 20.4 (8.0)                 | 8.5 (3.3)                  | 3.9 (1.5)                  | 0.0 (0.0)                  | 0.0 (0.0)                  | 0.0 (0.0)                  | 2.4 (0.9)                  | 6.1 (2.4)                  | 15.8 (6.2)                 | 13.7 (5.4)                 | 105.9 (41.7)               |
| متوسط أيام هطول الأمطار (≥ 0.2 mm)                                          | 7.9                        | 5.7                        | 6.4                        | 5.8                        | 11.1                       | 15.4                       | 14.2                       | 13.0                       | 11.1                       | 6.6                        | 6.7                        | 6.0                        | 110.0                      |
| متوسط الأيام الممطرة (≥ 0.2 mm)                                             | 0.08                       | 0.15                       | 0.54                       | 4.0                        | 10.6                       | 15.4                       | 14.2                       | 13.0                       | 10.9                       | 4.9                        | 0.96                       | 0.19                       | 74.9                       |
| متوسط الأيام المثلجة (≥ 0.2 cm)                                             | 7.9                        | 5.5                        | 6.0                        | 2.4                        | 1.0                        | 0.0                        | 0.0                        | 0.0                        | 0.38                       | 2.1                        | 6.0                        | 5.9                        | 37.1                       |
| المصدر: Environment Canada Humidex/Winchill from Red Deer Regional Airport. |                            |                            |                            |                            |                            |                            |                            |                            |                            |                            |                            |                            |                            |

## أعلام
- ريج بنتلي
- زينه كوخر
- إيرين بارلبي
- راندي مولر
- هاريس جورج روجرز
- جلان ويزلي
- جورج ألين
- برايان ك. داوني
- أماندا ليندهاوت
- مات فرازير